# Électrotechnicien

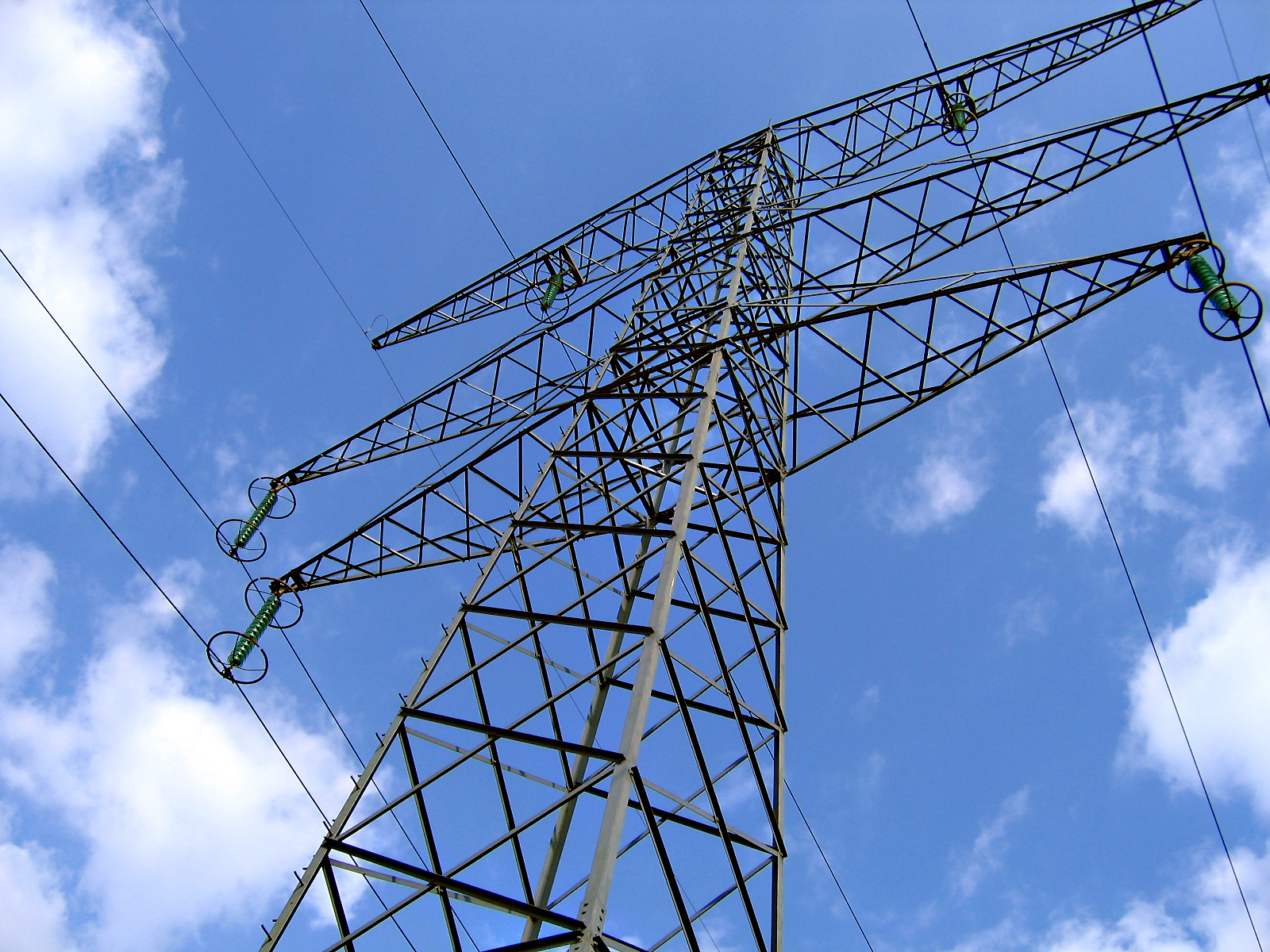
Une ligne à haute tension.

Électrotechnicien ou technicien en électrotechnique est un métier d’analyse, de conception, d’installation, de maintenance des applications électriques de l’industrie, du tertiaire et du domestique. Dénommé autrefois aussi sous le nom d’électromécanicien.
Il appartient à l'éventail des métiers techniques souvent spécialisés en matière de sécurité électrique.
Un électrotechnicien est un électricien polyvalent, avec des compétences techniques supplémentaires :
- Mécanique (il est l’un des métiers les plus instruits en étude des constructions mécaniques) ;
- Pneumatique ;
- Hydraulique ;
- Électronique de puissance ;
- Automatisme (organe) ;
- Automatique ;
- Réseaux informatiques ;
- Informatique Industrielle (programmation) ;
- Régulation ;
- Physique Appliqué à l’électricité.

Avec plusieurs niveaux de qualification scolaire
- Technicien Premier niveau (avec un Brevet d'étude professionnel électrotechnique (BEP) (avec très peu de compétences en mécanique)) ;
- Technicien Électrotechnicien (avec Bac pro ELEEC Baccalauréat professionnels électrotechnique, énergie et équipements communicants, Bac Technologique, STI Génie Électrotechnique) ;
- Technicien Supérieur en Électrotechnique (BTS Électrotechnique (ou équivalent) ou DUT Génie Électrique et Informatique Industrielle (avec possibilité de perfectionnement par une licence professionnelle Électrotechnique et Électronique de Puissance)) ;
- Ingénieur Électrotechnicien (ou équivalent en Master 2) (BAC +5) ;
- Docteur en Génie Électrique (THÈSE).